# Dambert
Dambert (fl. 1532–1549, Vorname unbekannt) war ein Komponist der Renaissance.
Über sein Leben sind keine Zeugnisse überliefert, seine Nationalität ist nicht bekannt. Möglicherweise war er Franzose und wirkte während der 1530er Jahre in Lyon. Er gehörte zu den Komponisten von Motetten und Chansons, deren Werke zuerst in den Motetti del Fiore (1532) des Jacques Moderne und in Drucken von Pierre Attaingnant erschienen. Erhalten sind die jeweils vierstimmige Motette Omnis pulchritudo Domini sowie die Chansons Secouez moy je suys toute pleumeuse, Etes vous de Clamessy ma dame und Qui est celluy. Die Kompositionen wurden bis 1564 in Venedig, Nürnberg und Antwerpen nachgedruckt und teilweise neu aufgelegt.